# Renews-Cappahayden
Renews-Cappahayden é uma pequena cidade localizada na província canadense de Terra Nova e Labrador. De acordo com o censo canadense de 2016, a cidade tinha uma população de 301 habitantes.